# 애리조나 리그

애리조나 리그(Arizona League)는 1989년 창설된 미국 애리조나 지역의 루키 야구 리그이다. 총 13팀으로 이루어져 있다.

## 팀
| 팀                           | MLB 팀                              | 연고지               | 홈구장                      |
| ---------------------------- | ----------------------------------- | -------------------- | --------------------------- |
| 애리조나 리그 에인절스       | 로스앤젤레스 에인절스 오브 애너하임 | 템피, 애리조나       | 템피 디아블로 스타디움      |
| 애리조나 리그 어슬레틱스     | 오클랜드 어슬레틱스                 | 피닉스, 애리조나     | 파파고 파크 스포츠 퍼실리티 |
| 애리조나 리그 브루어스       | 밀워키 브루어스                     | 피닉스, 애리조나     | 매리베일 베이스볼 파크      |
| 애리조나 리그 컵스           | 시카고 컵스                         | 메사, 애리조나       | 피치 파크                   |
| 애리조나 리그 다이아몬드백스 | 애리조나 다이아몬드백스             | 스코츠데일, 애리조나 | 솔트리버 필즈 앳 토킹스틱   |
| 애리조나 리그 자이언츠       | 샌프란시스코 자이언츠               | 스코츠데일, 애리조나 | 스코츠데일 스타디움         |
| 애리조나 리그 인디언스       | 클리블랜드 인디언스                 | 굿이어, 애리조나     | 굿이어 파크                 |
| 애리조나 리그 레즈           | 신시내티 레즈                       | 굿이어, 애리조나     | 굿이어 파크                 |
| 애리조나 리그 다저스         | 로스앤젤레스 다저스                 | 글렌데일, 애리조나   | 카멜백 랜치                 |
| 애리조나 리그 화이트삭스     | 시카고 화이트삭스                   | 글렌데일, 애리조나   | 카멜백 랜치                 |
| 애리조나 리그 레인저스       | 텍사스 레인저스                     | 서프라이즈, 애리조나 | 서프라이즈 스타디움         |
| 애리조나 리그 매리너스       | 시애틀 매리너스                     | 피오리아, 애리조나   | 피오리아 스포츠 콤플렉스    |
| 애리조나 리그 파드리스       | 샌디에이고 파드리스                 | 피오리아, 애리조나   | 피오리아 스포츠 콤플렉스    |